# Ölgangsinsel
Die Ölgangsinsel ist eine linksrheinisch mit dem Ufer verbundene Halbinsel zwischen dem Düsseldorfer Stadtteil Heerdt und dem Neusser Hafen. Sie ist unbewohnt und wird bei Hochwasser des Rheins regelmäßig zu großen Teilen überschwemmt.
Ein verlandeter Rheinarm, der nur bei Hochwasser noch überflutet wird, grenzt die Ölgangsinsel vom westlich gelegenen Hafengelände ab. Der Name soll vom Aalfang herrühren, der in früheren Zeiten in diesem Gebiet betrieben wurde.

## Naturschutzgebiet und Renaturierungsprojekt
Das 57 Hektar große Gelände steht seit 1977 unter Naturschutz und ist damit das älteste Naturschutzgebiet im Rhein-Kreis Neuss. Es beherbergt eine Graureiher-Kolonie und ist regelmäßiges Brutgebiet des Pirols. Die Vegetation wird von einem nicht bewirtschafteten Pappelbestand dominiert.
Seit den 1990er Jahren gibt es Überlegungen, den verlandeten Rheinarm zu renaturieren und damit die Halbinsel Ölgangsinsel wieder zu einer echten Insel zu machen. Probebohrungen im Jahr 2004 offenbarten allerdings eine starke Schadstoffbelastung des Bodens durch angeschwemmtes Material. Die dadurch aufgetretenen Entsorgungsprobleme sind noch nicht endgültig gelöst und verzögern den Fortgang des Projekts.